# Ctenoplectra polita
Ctenoplectra polita là một loài Hymenoptera trong họ Apidae. Loài này được Strand mô tả khoa học năm 1912.